# Cannabiciclolo
Il cannabiciclolo (CBL) è un cannabinoide non psicotropo trovato nella pianta di Cannabis, ed è un prodotto di degradazione del cannabinolo. L'effetto della luce infatti converte il cannabicromene (CBC) in CBL. Dispone di 16 stereoisomeri e, come altri cannabinoidi, sono necessari ulteriori studi per verificarne le proprietà.